# EZ Special
EZ Special est un groupe de rock portugais, originaire de Santa Maria da Feira. Formé en 2000, leur style musical est très proche de celui de Coldplay. À leurs débuts, ils jouent les premières parties des concerts portugais de Corrs, Keane, U2 et Sting.

## Biographie

### Débuts
EZ Special met deux ans à se former, enregistrer et à présenter Partizan pop, son premier album, en janvier 2002. Il est présenté à la presse les 22 et 23 mars 2002, lors de soirées tenues respectivement à la boîte de nuit Via Rapporto (Porto) et au Cine Teatro António Lamoso, à Santa Maria da Feira. Il s’agit d’événements non publiés dans les médias, en particulier si Partizan pop n’était qu’un simple CD, et que le groupe n’avait pas encore sorti d’album. En revanche, leurs deux concerts sont accueillis favorablement par la presse, la performance de Saul Davies, guitariste et violoniste du groupe britannique James, ayant grandement contribué à cette performance.
Le mois de mai de cette année, le groupe joue dans des festivals universitaires dans tout le pays. Pendant ce temps, il se prépare à sortir son véritable premier album studio. Il maintient les services de Quico Serrano, musicien et producteur de Partizan pop. Il assure également ses arrière avec le producteur Saul Davies (U2, David Bowie).
En août, les EZ Special concilient travail en studio et vie sur la route et sur scène. Ils se rendent à Vila Viçosa pour assister au festival d'été Mondego, à Carviçais, pour une autre édition du Transmontano Carviçais Rock Festival. Pendant cette période, leurs clips Lights Out et Trouble Shooting, morceaux inclus dans Partizan pop, sont diffusés à la télévision locale.

### Succès
Le 17 septembre 2002, EZ Special sort Daisy, seul single de leur album. Et le même jour, en collaboration avec le magazine Blitz, ils offrent ce CD-single aux 20 000 lecteurs du magazine.
En mars 2003, Universal Music sort le premier album d’EZ Special, intitulé In n'Out. Cet album les amène aux albums nationaux les plus vendus depuis plusieurs semaines. Daisy devient la bande originale de la campagne I9 sur TMN, et se vend à plus de 250 000 exemplaires. L'EZ Special lance en 2004 la première édition de la collection Manifesto. C'est à la fin de l'année 2004 que l'EZ Special commence l'enregistrement de Leitmotiv, son deuxième album. 

## Discographie
- 2002 : Partizan pop
- 2003 : In n'Out
- 2005 : Leimotiv
- 2007 : Alguem como tu
- 2009 : Presente